# آمادو تومانی توره
آمادو تومانی توره (انگلیسی: Amadou Toumani Touré؛ زاده ۴ نوامبر ۱۹۴۸ – درگذشته ۱۰ نوامبر ۲۰۲۰)، یک نظامی و سیاست‌مدار اهل مالی بود. وی بین سال‌های ۱۹۹۱ تا ۱۹۹۲ و ۲۰۰۲ تا ۲۰۱۲ رئیس‌جمهور مالی بود و بار اول این عنوان را از طریق کودتا بدست آورده‌بود.